# Antoine Helha
Antoine Paulin Helha Nouga (19 de noviembre de 1982, Douala, Camerún) es un futbolista camerunés, que actualmente se desempeña en la posición de delantero, en el Cerrito de la Primera División Profesional de Uruguay.

## Carrera
A grandes rasgos Helha es un jugador muy versátil, que apoya con la mayor eficacia a sus compañeros a la hora de atacar. Helha se ve un tanto veterano a simple vista, pero es un jugador bastante joven y tiene una gran altura. El primer gol marcado por Helha en Coquimbo Unido, fue ante Naval cuando solo restaban cinco minutos, para el final del pleito válido, por el Torneo de la Primera B de ese año, a pesar de que su equipo no pudo ascender a la Primera División en esa temporada.

## Clubes
| Club             | País    | Año           |
| ---------------- | ------- | ------------- |
| Fovu Baham       | Camerún | 2002 - 2005   |
| Plaza Colonia    | Uruguay | 2005          |
| Bella Vista      | Uruguay | 2006          |
| Boston River     | Uruguay | 2007 - 2008   |
| El Tanque Sisley | Uruguay | 2008-2009     |
| Coquimbo Unido   | Chile   | 2009          |
| El Tanque Sisley | Uruguay | 2010-2011     |
| Cerrito          | Uruguay | 2011-presente |